# فرن عاكس

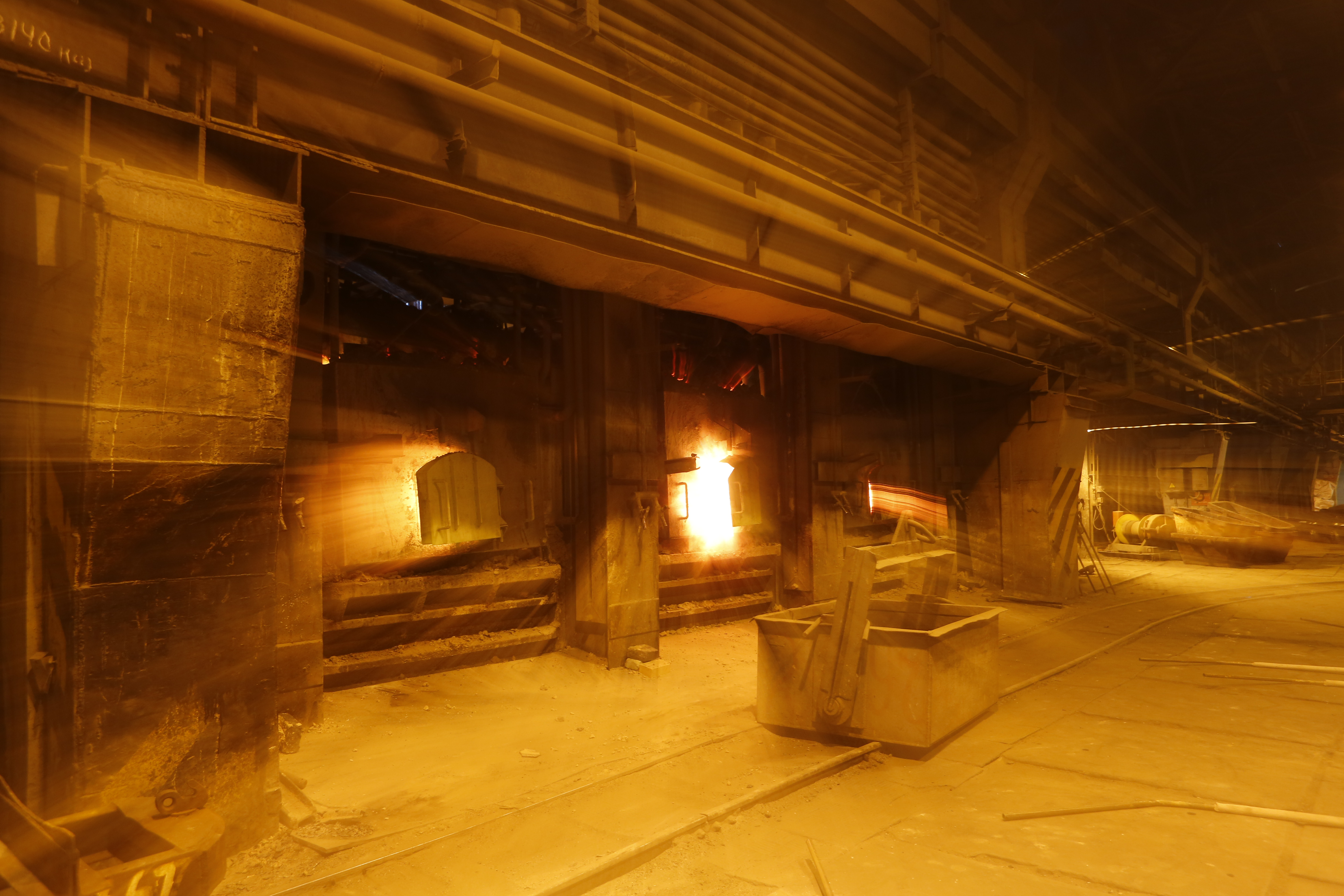

الفرن العاكس  هي عمليت صناعية لتسخيتن المادة بطريقه غير مباشرة من غير لمس مباشر للمحروق وهي عن طريق الغازات الناتجة عن الاحتراق .